# Russalka (Dargomijski)
Russalka (en rus, Русалка) és una òpera en quatre actes, sis escenes, amb música d'Aleksandr Dargomijski i llibret en rus adaptat pel compositor a partir del poema dramàtic incomplet d'Aleksandr Puixkin. Es va estrenar el 4 de maig de 1856 al Teatre Mariïnski de Sant Petersburg.
Tot i que la Russalka segueix en gran part formes i estils musicals tradicionals, destaca dins la història de la música russa per una aportació particularment innovadora: l’ús del «recitatiu melòdic» en determinats moments del drama. Aquest recitatiu es basa en línies vocals de caràcter líric que evolucionen constantment segons el desenvolupament escènic, acompanyades per una orquestració igualment flexible i expressiva. Dargomijski ja havia explorat aquest recurs en algunes de les seves cançons, però el va portar a una dimensió molt més ambiciosa en la seva òpera final, El convidat de pedra.

## Representacions
La primera representació va tenir lloc el 4 de maig de 1856 al Teatre Circ —situat on actualment hi ha el Teatre Mariïnski—. L'any 1859, l'òpera es tornà a representar al Teatre Bolxoi de Moscou. Però no va tenir gaire ressò a causa de les deficients escenografies, el vestuari poc adequat i nombrosos talls en la partitura. No va ser fins a l’any 1865, amb una nova posada en escena al nou Teatre Mariïnski i sota la direcció del prestigiós Eduard Nápravník, que l’òpera va assolir el seu veritable reconeixement. Amb un repartiment excepcional format per Osip Petrov, Iúlia Platónova, Fiódor Komissarjevski i Dària Leónova, la recepció del públic va ser entusiasta. El mateix Dargomijski, satisfet, escrivia: «Finalment, el públic ha entès la meva música. Les dones —i fins i tot, sense exagerar, els homes— es netejaven les llàgrimes dels ulls. L’òpera, per fi, m’ha obert camí...»
Va ser representada al Festival d'Òpera de Wexford l'any 1997 amb Anna Maria Chiuri en el paper principal, Alessandro Safina com el príncep i Maxim Mikhailov com el moliner.

## Anàlisi musical
És una obra lírica amb profundes arrels en el bel canto que Dargomijski heretà de Glinka, si bé s'hi poden percebre ja intents d'experimentació amb un realisme musical més extrem, que portaria a la seva culminació a El convidat de pedra, on els personatges canten imitant els ritmes i inflexions de la parla quotidiana. Alhora, l’òpera reflecteix l’empremta del romanticisme alemany —amb algunes influències franceses—, especialment en l’ús del melodrama, com es pot veure en el moment en què la petita Russàlotxka (filla de la sirena i el príncep) parla sobre la música.